# Bộ Nông nghiệp, Lâm nghiệp và Thủy sản (Nhật Bản)
Bộ Nông nghiệp, Lâm nghiệp và Thủy sản (農林水産省 (Nông Lâm Thủy Sản Tỉnh) Nōrin-suisan-shō) một bộ cấp thuộc Nội các Nhật Bản trong Chính phủ Nhật Bản chịu trách nhiệm giám sát các ngành nông nghiệp, lâm nghiệp và đánh bắt. Viết tắt của nó là  'MAFF' . Bộ trưởng Bộ Nông nghiệp, Lâm nghiệp và Thủy sản là Taku Etō.